# Deepika Kumari
Deepika Kumari, född 13 juni 1994, är en indisk bågskytt. Hon deltog vid olympiska sommarspelen 2012, 2016 och 2020.